# Lanthantriflat
Lanthantriflat ist eine chemische Verbindung des Lanthans aus der Gruppe der Triflate.

## Herstellung
Lanthantriflat kann durch Reaktion Lanthanoxid mit 50%iger wässriger Trifluormethansulfonsäure unter Erhitzung hergestellt werden. Anschließend wird verbleibendes Lanthanoxid abfiltiert und das Wasser unter vermindertem Druck entfernt.

## Eigenschaften
Ebenso wie andere Lanthanoidtriflate ist Lanthantriflat eine Lewis-Säure, die im Gegensatz zu anderen Vertretern wasserstabil ist. Bei der Verwendung als Katalysator sind oft geringe Mengen ausreichend und der Katalysator kann in der Regel wiederverwendet werden.

## Reaktionen
In den meisten Fällen zeigt Lanthantriflat eine geringere katalytische Aktivität als die verwandten Katalysatoren Scandiumtriflat und Ytterbium(III)-triflat. Bei der Addition von silylierten Ketenacetalen an Nitrone ergibt es jedoch unter mehreren ähnlichen Katalysatoren die besten Ausbeuten. Bei der Addition eines Silylenolethers an Benzaldehyd in Gegenwart eines chiralen Kronenethers mit einem Triflat-Katalysator war die Stereoselektivität stark vom Ionenradius des verwendeten Metalls abhängig. Triflate von großen Ionen zeigten eine gute Stereoselektivität. Dazu gehörte neben Neodym(III)-triflat, Praseodym(III)-triflat und Cer(III)-triflat auch Lanthantriflat. Demgegenüber zeigten die Katalysatoren mit den kleinsten Ionenradien, darunter Scandiumtriflat und Ytterbium(III)-triflat kaum Stereoselektivität.
Lanthantriflat katalysiert die Reaktion von Nitrilen mit primären und sekundären Aminen. Dadurch können offenkettige und cyclische Amidine sowie Pyrimidine synthetisiert werden. Es kann auch in einer kombinierten Reaktion aus Meinwald-Umlagerung und Aldoladdition ausgehend von einem Epoxid eingesetzt werden. Das Lanthantriflat dient dabei als Katalysator für den ersten Reaktionsschritt, bei dem das Epoxid in situ in einen Aldehyd umgelagert wird. Die Aldoladdition wird durch Vanadium katalysiert.